# Armand de Quatrefages de Bréau
Jean Louis Armand de Quatrefages de Bréau (født 10. februar 1810 i Valleraugue, død 12. januar 1892 i Paris) var en fransk zoolog og antropolog. 
Han studerede medicin og naturvidenskab i Strasbourg og nedsatte sig der som læge. I 1838 blev han professor i zoologi, tog kort efter til Paris og tiltrådte i 1842 en videnskabelig undersøgelsesrejse til Atlanterhavets og Middelhavets kyster for at gøre faunistiske studier. I 1850 blev han professor ved Lycée Napoleon og 1855 professor i anatomi og etnologi ved Musée d'histoire naturelle. Han publicerede talrige arbejder over de lavere dyr, især ormene, og behandlede også forskellige antropologiske emner. Af hans skrifter kan fremhæves: Souvenirs d'un naturaliste (2 bind, 1854), Introduction à l'étude des races humaines (1857), Les Polynésiens et leurs migrations (1866), Histoire naturelle des annelés marins et d'eau douce (2 bind, 1866), Charles Darwin et ses précurseurs français (1870), Crania ethnica (1875—82 med atlas), L'espèce humaine (1877), La race prussienne (1879), Hommes fossiles et hommes sauvages (1884), Histoire générale des races humaines (2 bind, 1886—89), Les pygmées (1887).